# 445 v.Chr.

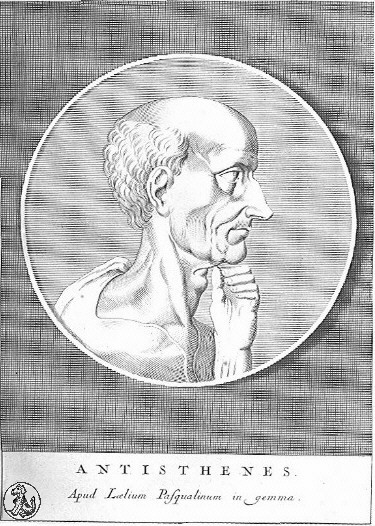
Antisthenes

Het jaar 445 v.Chr. is een jaartal in de 5e eeuw v.Chr. volgens de christelijke jaartelling.

## Gebeurtenissen

### Griekenland
- Perikles weet een vredesverdrag met Sparta te sluiten, die dertig jaar zal duren. Hierdoor kan hij zijn aandacht aan zijn rivalen in Athene gaan besteden.

### Perzië
- Koning Artaxerxes I benoemt Nehemia tot gouverneur van Juda en herstelt de muren van Jeruzalem.

## Geboren
- Antisthenes (~445 v.Chr. - ~365 v.Chr.), Atheens filosoof
- Lysias (~445 v.Chr. - ~380 v.Chr.), Atheens redenaar en logograaf